# Grand Slam of Darts 2025
De Mr Vegas Grand Slam of Darts 2025 is de negentiende editie van de Grand Slam of Darts georganiseerd door de PDC. Het toernooi wordt gehouden van 8 tot en met 16 november in de WV Active Aldersley, Wolverhampton. 

## Prijzengeld
Het prijzengeld bleef behouden ten opzichte van de editie een jaar eerder. 
| Plaats (aantal spelers) | Plaats (aantal spelers) | Prijzengeld (Totaal: £ 650.000) |
| ----------------------- | ----------------------- | ------------------------------- |
| Winnaar                 | (1)                     | £ 150.000                       |
| Runner-up               | (1)                     | £ 70.000                        |
| Halve finale            | (2)                     | £ 50.000                        |
| Kwartfinale             | (4)                     | £ 25.000                        |
| Laatste 16              | (8)                     | £ 12.500                        |
| Derde in groep          | (8)                     | £ 8.000                         |
| Vierde in groep         | (8)                     | £ 5.000                         |
|                         |                         |                                 |
| Groepswinnaar bonus     | (8)                     | £ 3.500                         |

## Kwalificatie
De 32 gekwalificeerden worden samengesteld uit verschillende PDC-toernooien:
- Alle finalisten van de 11 PDC-majors kwalificeren zich, tot een maximum van 16 spelers.
- Er kwalificeren zich (maximaal) 8 winnaars van diverse aanvullende toernooien (zie overzicht hieronder).
- Als er dan nog geen 24 spelers gekwalificeerd zijn, worden deze aangevuld met Euro Tour-winnaars.
- Als er dan nog geen 24 spelers gekwalificeerd zijn, worden deze aangevuld met Players Championship-winnaars.
- Tot slot komen er nog 8 spelers uit het kwalificatietoernooi voor alle Tourcardhouders die zich nog niet gekwalificeerd hebben.

Gekwalificeerde spelers tot en met 13 mei 2025.

#### Kwalificatie majors
Opmerking: Schuingedrukte spelers zijn al gekwalificeerd
| PDC Hoofdtoernooien          | PDC Hoofdtoernooien | PDC Hoofdtoernooien | PDC Hoofdtoernooien        | PDC Hoofdtoernooien | PDC Hoofdtoernooien |
| Toernooi                     | Jaar                | Positie             | Speler                     | | Gekwalificeerd      |
| ---------------------------- | ------------------- | ------------------- | -------------------------- | --- | ------------------- |
| PDC World Darts Championship | 2025                | Winnaar             | Luke Littler               | Luke Littler Luke Humphries Josh Rock Daryl Gurney Michael van Gerwen Martin Lukeman James Wade Jonny Clayton Gerwyn Price |                     |
| Grand Slam of Darts          | 2024                | Winnaar             | Luke Littler               | Luke Littler Luke Humphries Josh Rock Daryl Gurney Michael van Gerwen Martin Lukeman James Wade Jonny Clayton Gerwyn Price |                     |
| Premier League Darts         | 2025                | Winnaar             | Luke Humphries             | Luke Littler Luke Humphries Josh Rock Daryl Gurney Michael van Gerwen Martin Lukeman James Wade Jonny Clayton Gerwyn Price |                     |
| World Matchplay              | 2025                | Winnaar             | Luke Littler               | Luke Littler Luke Humphries Josh Rock Daryl Gurney Michael van Gerwen Martin Lukeman James Wade Jonny Clayton Gerwyn Price |                     |
| World Grand Prix             | 2025                | Winnaar             |                            | Luke Littler Luke Humphries Josh Rock Daryl Gurney Michael van Gerwen Martin Lukeman James Wade Jonny Clayton Gerwyn Price |                     |
| Winmau World Masters         | 2025                | Winnaar             | Luke Humphries             | Luke Littler Luke Humphries Josh Rock Daryl Gurney Michael van Gerwen Martin Lukeman James Wade Jonny Clayton Gerwyn Price |                     |
| UK Open                      | 2025                | Winnaar             | Luke Littler               | Luke Littler Luke Humphries Josh Rock Daryl Gurney Michael van Gerwen Martin Lukeman James Wade Jonny Clayton Gerwyn Price |                     |
| European Darts Championship  | 2025                | Winnaar             |                            | Luke Littler Luke Humphries Josh Rock Daryl Gurney Michael van Gerwen Martin Lukeman James Wade Jonny Clayton Gerwyn Price |                     |
| Players Championship Finals  | 2024                | Winnaar             | Luke Humphries             | Luke Littler Luke Humphries Josh Rock Daryl Gurney Michael van Gerwen Martin Lukeman James Wade Jonny Clayton Gerwyn Price |                     |
| World Series of Darts Finals | 2025                | Winnaar             |                            | Luke Littler Luke Humphries Josh Rock Daryl Gurney Michael van Gerwen Martin Lukeman James Wade Jonny Clayton Gerwyn Price |                     |
| World Cup of Darts           | 2025                | Winnaars            | Josh Rock Daryl Gurney     | Luke Littler Luke Humphries Josh Rock Daryl Gurney Michael van Gerwen Martin Lukeman James Wade Jonny Clayton Gerwyn Price |                     |
| PDC World Darts Championship | 2025                | Runner-up           | Michael van Gerwen         | Luke Littler Luke Humphries Josh Rock Daryl Gurney Michael van Gerwen Martin Lukeman James Wade Jonny Clayton Gerwyn Price |                     |
| Grand Slam of Darts          | 2024                | Runner-up           | Martin Lukeman             | Luke Littler Luke Humphries Josh Rock Daryl Gurney Michael van Gerwen Martin Lukeman James Wade Jonny Clayton Gerwyn Price |                     |
| Premier League Darts         | 2025                | Runner-up           | Luke Littler               | Luke Littler Luke Humphries Josh Rock Daryl Gurney Michael van Gerwen Martin Lukeman James Wade Jonny Clayton Gerwyn Price |                     |
| World Matchplay              | 2025                | Runner-up           | James Wade                 | Luke Littler Luke Humphries Josh Rock Daryl Gurney Michael van Gerwen Martin Lukeman James Wade Jonny Clayton Gerwyn Price |                     |
| World Grand Prix             | 2025                | Runner-up           |                            | Luke Littler Luke Humphries Josh Rock Daryl Gurney Michael van Gerwen Martin Lukeman James Wade Jonny Clayton Gerwyn Price |                     |
| Winmau World Masters         | 2025                | Runner-up           | Jonny Clayton              | Luke Littler Luke Humphries Josh Rock Daryl Gurney Michael van Gerwen Martin Lukeman James Wade Jonny Clayton Gerwyn Price |                     |
| UK Open                      | 2025                | Runner-up           | James Wade                 | Luke Littler Luke Humphries Josh Rock Daryl Gurney Michael van Gerwen Martin Lukeman James Wade Jonny Clayton Gerwyn Price |                     |
| European Darts Championship  | 2025                | Runner-up           |                            | Luke Littler Luke Humphries Josh Rock Daryl Gurney Michael van Gerwen Martin Lukeman James Wade Jonny Clayton Gerwyn Price |                     |
| Players Championship Finals  | 2024                | Runner-up           | Luke Littler               | Luke Littler Luke Humphries Josh Rock Daryl Gurney Michael van Gerwen Martin Lukeman James Wade Jonny Clayton Gerwyn Price |                     |
| World Series of Darts Finals | 2025                | Runner-up           |                            | Luke Littler Luke Humphries Josh Rock Daryl Gurney Michael van Gerwen Martin Lukeman James Wade Jonny Clayton Gerwyn Price |                     |
| World Cup of Darts           | 2025                | Runners-up          | Jonny Clayton Gerwyn Price | Luke Littler Luke Humphries Josh Rock Daryl Gurney Michael van Gerwen Martin Lukeman James Wade Jonny Clayton Gerwyn Price |                     |

Als de lijst met gekwalificeerden van de hoofdtoernooien minder dan 16 spelers oplevert, wordt er vervolgens eerst aangevuld met winnaars van de European Tour-evenementen van 2025. Deze worden eerst gerangschikt in het aantal gewonnen European Tour-evenementen en vervolgens volgens de Order of Merit-ranglijst.

#### PDC Pro Tour European Tour
| PDC Pro Tour European Tour | PDC Pro Tour European Tour | PDC Pro Tour European Tour | PDC Pro Tour European Tour | PDC Pro Tour European Tour                                     | PDC Pro Tour European Tour |
| Toernooi                   | Jaar                       | Positie                    | Speler                     |                                                                | Gekwalificeerd             |
| -------------------------- | -------------------------- | -------------------------- | -------------------------- | -------------------------------------------------------------- | -------------------------- |
| Belgian Darts Open         | 2025                       | Winnaar                    | Luke Littler               | Nathan Aspinall Stephen Bunting Gary Anderson Martin Schindler |                            |
| European Darts Trophy      | 2025                       | Winnaar                    | Nathan Aspinall            | Nathan Aspinall Stephen Bunting Gary Anderson Martin Schindler |                            |
| International Darts Open   | 2025                       | Winnaar                    | Stephen Bunting            | Nathan Aspinall Stephen Bunting Gary Anderson Martin Schindler |                            |
| German Darts Grand Prix    | 2025                       | Winnaar                    | Michael van Gerwen         | Nathan Aspinall Stephen Bunting Gary Anderson Martin Schindler |                            |
| Austrian Darts Open        | 2025                       | Winnaar                    | Martin Schindler           | Nathan Aspinall Stephen Bunting Gary Anderson Martin Schindler |                            |
| European Darts Grand Prix  | 2025                       | Winnaar                    | Gary Anderson              | Nathan Aspinall Stephen Bunting Gary Anderson Martin Schindler |                            |
| Dutch Darts Championship   | 2025                       | Winnaar                    | Jonny Clayton              | Nathan Aspinall Stephen Bunting Gary Anderson Martin Schindler |                            |
| European Darts Open        | 2025                       | Winnaar                    | Nathan Aspinall            | Nathan Aspinall Stephen Bunting Gary Anderson Martin Schindler |                            |
| Baltic Sea Darts Open      | 2025                       | Winnaar                    | Gerwyn Price               | Nathan Aspinall Stephen Bunting Gary Anderson Martin Schindler |                            |
| Flanders Darts Trophy      | 2025                       | Winnaar                    |                            | Nathan Aspinall Stephen Bunting Gary Anderson Martin Schindler |                            |
| Czech Darts Open           | 2025                       | Winnaar                    |                            | Nathan Aspinall Stephen Bunting Gary Anderson Martin Schindler |                            |
| Hungarian Darts Trophy     | 2025                       | Winnaar                    |                            | Nathan Aspinall Stephen Bunting Gary Anderson Martin Schindler |                            |
| Swiss Darts Trophy         | 2025                       | Winnaar                    |                            | Nathan Aspinall Stephen Bunting Gary Anderson Martin Schindler |                            |
| German Darts Championship  | 2025                       | Winnaar                    |                            | Nathan Aspinall Stephen Bunting Gary Anderson Martin Schindler |                            |

Als er nog steeds niet genoeg gekwalificeerden zijn nadat European Tour-winnaars zijn toegevoegd, worden er winnaars van de Players Championships-evenementen 2025 toegevoegd. Eerst in het aantal gewonnen Players Championship-evenementen en vervolgens volgens de Order of Merit-ranglijst.

#### PDC Pro Tour Players Championships
| Players Championship 1  | Winnaar | Rob Cross          | Chris Dobey Damon Heta Rob Cross |
| Players Championship 2  | Winnaar | Gerwyn Price       | Chris Dobey Damon Heta Rob Cross |
| Players Championship 3  | Winnaar | Chris Dobey        | Chris Dobey Damon Heta Rob Cross |
| Players Championship 4  | Winnaar | Ryan Searle        | Chris Dobey Damon Heta Rob Cross |
| Players Championship 5  | Winnaar | Joe Cullen         | Chris Dobey Damon Heta Rob Cross |
| Players Championship 6  | Winnaar | Gian van Veen      | Chris Dobey Damon Heta Rob Cross |
| Players Championship 7  | Winnaar | Gary Anderson      | Chris Dobey Damon Heta Rob Cross |
| Players Championship 8  | Winnaar | Martin Schindler   | Chris Dobey Damon Heta Rob Cross |
| Players Championship 9  | Winnaar | Gerwyn Price       | Chris Dobey Damon Heta Rob Cross |
| Players Championship 10 | Winnaar | Josh Rock          | Chris Dobey Damon Heta Rob Cross |
| Players Championship 11 | Winnaar | Cameron Menzies    | Chris Dobey Damon Heta Rob Cross |
| Players Championship 12 | Winnaar | Gerwyn Price       | Chris Dobey Damon Heta Rob Cross |
| Players Championship 13 | Winnaar | Damon Heta         | Chris Dobey Damon Heta Rob Cross |
| Players Championship 14 | Winnaar | Jonny Clayton      | Chris Dobey Damon Heta Rob Cross |
| Players Championship 15 | Winnaar | Krzysztof Ratajski | Chris Dobey Damon Heta Rob Cross |
| Players Championship 16 | Winnaar | Ross Smith         | Chris Dobey Damon Heta Rob Cross |
| Players Championship 17 | Winnaar | Chris Dobey        | Chris Dobey Damon Heta Rob Cross |
| Players Championship 18 | Winnaar | Stephen Bunting    | Chris Dobey Damon Heta Rob Cross |
| Players Championship 19 | Winnaar | James Wade         | Chris Dobey Damon Heta Rob Cross |
| Players Championship 20 | Winnaar | Damon Heta         | Chris Dobey Damon Heta Rob Cross |
| Players Championship 21 | Winnaar | Bradley Brooks     | Chris Dobey Damon Heta Rob Cross |
| Players Championship 22 | Winnaar | Sebastian Białecki | Chris Dobey Damon Heta Rob Cross |
| Players Championship 23 | Winnaar | Jermaine Wattimena | Chris Dobey Damon Heta Rob Cross |
| Players Championship 24 | Winnaar |                    | Chris Dobey Damon Heta Rob Cross |
| Players Championship 25 | Winnaar |                    | Chris Dobey Damon Heta Rob Cross |
| Players Championship 26 | Winnaar |                    | Chris Dobey Damon Heta Rob Cross |
| Players Championship 27 | Winnaar |                    | Chris Dobey Damon Heta Rob Cross |
| Players Championship 28 | Winnaar |                    | Chris Dobey Damon Heta Rob Cross |
| Players Championship 29 | Winnaar |                    | Chris Dobey Damon Heta Rob Cross |
| Players Championship 30 | Winnaar |                    | Chris Dobey Damon Heta Rob Cross |
| Players Championship 31 | Winnaar |                    | Chris Dobey Damon Heta Rob Cross |
| Players Championship 32 | Winnaar |                    | Chris Dobey Damon Heta Rob Cross |
| Players Championship 33 | Winnaar |                    | Chris Dobey Damon Heta Rob Cross |
| Players Championship 34 | Winnaar |                    | Chris Dobey Damon Heta Rob Cross |

#### Aanvullende Qualifiers
| Toernooi                               | Jaar | Positie                 | Speler               |                                                | Gekwalificeerd |
| -------------------------------------- | ---- | ----------------------- | -------------------- | ---------------------------------------------- | -------------- |
| PDC World Youth Championship           | 2024 | Winnaar                 | Gian van Veen        | Gian van Veen Jurjen van der Velde Lisa Ashton |                |
| PDC World Youth Championship           | 2024 | Runner-up               | Jurjen van der Velde | Gian van Veen Jurjen van der Velde Lisa Ashton |                |
| PDC Challenge Tour                     | 2025 | Order of Merit-winnaar  |                      | Gian van Veen Jurjen van der Velde Lisa Ashton |                |
| PDC Development Tour                   | 2025 | Order of Merit-winnaar  |                      | Gian van Veen Jurjen van der Velde Lisa Ashton |                |
| Women's World Matchplay                | 2025 | Winnares                | Lisa Ashton          | Gian van Veen Jurjen van der Velde Lisa Ashton |                |
| PDC Women's Series                     | 2025 | Order of Merit winnares |                      | Gian van Veen Jurjen van der Velde Lisa Ashton |                |
| PDC Asian Championship                 | 2025 | Winnaar                 |                      | Gian van Veen Jurjen van der Velde Lisa Ashton |                |
| CDC Continental Cup Tour Championship¹ | 2025 | Winnaar                 |                      | Gian van Veen Jurjen van der Velde Lisa Ashton |                |

¹ Omdat Matt Campbell als Top 64 speler het North American Championship won, verviel dit ticket voor de Grand Slam en verschoof het naar de winnaar van de CDC Continental Cup.

#### PDC Qualifiers
Acht spelers plaatsen zich via de Qualifier voor Tour Card-houders op 31 oktober.

## Toernooioverzicht

### Potindeling
Potindeling op 27 juli 2025.
| Pot A | Pot B | Pot C                                                      | Pot D |
| --- | --- | ---------------------------------------------------------- | --- |
| Luke Humphries (1) Luke Littler (2) Michael van Gerwen (3) Stephen Bunting (4) James Wade (5) Gerwyn Price (6) Chris Dobey (7) Jonny Clayton (8) | Rob Cross (9) Damon Heta (10) Josh Rock (11) Gary Anderson (12) Martin Schindler (17) Gian van Veen (18) Nathan Aspinall (23) Daryl Gurney (26) | Martin Lukeman (38) Jurjen van der Velde (138) Lisa Ashton | Vlag van onbekend gebied · Vlag van onbekend gebied · Vlag van onbekend gebied · Vlag van onbekend gebied · Vlag van onbekend gebied · Vlag van onbekend gebied · Vlag van onbekend gebied · Vlag van onbekend gebied |

### Groepsfase

#### Groep A
| Datum   | Speler | Gem. | Score | Gem. | Speler |
| ------- | ------ | ---- | ----- | ---- | ------ |
| 8 nov.  |        |      | –     |      |        |
| 8 nov.  |        | –    |       |      |        |
| 9 nov.  |        |      | –     |      |        |
| 9 nov.  |        | –    |       |      |        |
| 10 nov. |        |      | –     |      |        |
| 10 nov. |        | –    |       |      |        |

| Pos. | Speler                   | Wedstrijden | Wedstrijden | Wedstrijden | Legs | Legs | Legs  | Punten |
| ---- | ------------------------ | ----------- | ----------- | ----------- | ---- | ---- | ----- | ------ |
| Pos. | Speler                   | G           | W           | V           | LV   | LT   | Saldo | Punten |
| 1    | Vlag van onbekend gebied | 0           | 0           | 0           | 0    | 0    | 0     | 0      |
| 2    | Vlag van onbekend gebied | 0           | 0           | 0           | 0    | 0    | 0     | 0      |
| 3    | Vlag van onbekend gebied | 0           | 0           | 0           | 0    | 0    | 0     | 0      |
| 4    | Vlag van onbekend gebied | 0           | 0           | 0           | 0    | 0    | 0     | 0      |

#### Groep B
| Datum   | Speler | Gem. | Score | Gem. | Speler |
| ------- | ------ | ---- | ----- | ---- | ------ |
| 8 nov.  |        |      | –     |      |        |
| 8 nov.  |        | –    |       |      |        |
| 9 nov.  |        |      | –     |      |        |
| 9 nov.  |        | –    |       |      |        |
| 10 nov. |        |      | –     |      |        |
| 10 nov. |        | –    |       |      |        |

| Pos. | Speler                   | Wedstrijden | Wedstrijden | Wedstrijden | Legs | Legs | Legs  | Punten |
| ---- | ------------------------ | ----------- | ----------- | ----------- | ---- | ---- | ----- | ------ |
| Pos. | Speler                   | G           | W           | V           | LV   | LT   | Saldo | Punten |
| 1    | Vlag van onbekend gebied | 0           | 0           | 0           | 0    | 0    | 0     | 0      |
| 2    | Vlag van onbekend gebied | 0           | 0           | 0           | 0    | 0    | 0     | 0      |
| 3    | Vlag van onbekend gebied | 0           | 0           | 0           | 0    | 0    | 0     | 0      |
| 4    | Vlag van onbekend gebied | 0           | 0           | 0           | 0    | 0    | 0     | 0      |

#### Groep C
| Datum   | Speler | Gem. | Score | Gem. | Speler |
| ------- | ------ | ---- | ----- | ---- | ------ |
| 8 nov.  |        |      | –     |      |        |
| 8 nov.  |        | –    |       |      |        |
| 9 nov.  |        |      | –     |      |        |
| 9 nov.  |        | –    |       |      |        |
| 10 nov. |        |      | –     |      |        |
| 10 nov. |        | –    |       |      |        |

| Pos. | Speler                   | Wedstrijden | Wedstrijden | Wedstrijden | Legs | Legs | Legs  | Punten |
| ---- | ------------------------ | ----------- | ----------- | ----------- | ---- | ---- | ----- | ------ |
| Pos. | Speler                   | G           | W           | V           | LV   | LT   | Saldo | Punten |
| 1    | Vlag van onbekend gebied | 0           | 0           | 0           | 0    | 0    | 0     | 0      |
| 2    | Vlag van onbekend gebied | 0           | 0           | 0           | 0    | 0    | 0     | 0      |
| 3    | Vlag van onbekend gebied | 0           | 0           | 0           | 0    | 0    | 0     | 0      |
| 4    | Vlag van onbekend gebied | 0           | 0           | 0           | 0    | 0    | 0     | 0      |

#### Groep D
| Datum   | Speler | Gem. | Score | Gem. | Speler |
| ------- | ------ | ---- | ----- | ---- | ------ |
| 8 nov.  |        |      | –     |      |        |
| 8 nov.  |        | –    |       |      |        |
| 9 nov.  |        |      | –     |      |        |
| 9 nov.  |        | –    |       |      |        |
| 10 nov. |        |      | –     |      |        |
| 10 nov. |        | –    |       |      |        |

| Pos. | Speler                   | Wedstrijden | Wedstrijden | Wedstrijden | Legs | Legs | Legs  | Punten |
| ---- | ------------------------ | ----------- | ----------- | ----------- | ---- | ---- | ----- | ------ |
| Pos. | Speler                   | G           | W           | V           | LV   | LT   | Saldo | Punten |
| 1    | Vlag van onbekend gebied | 0           | 0           | 0           | 0    | 0    | 0     | 0      |
| 2    | Vlag van onbekend gebied | 0           | 0           | 0           | 0    | 0    | 0     | 0      |
| 3    | Vlag van onbekend gebied | 0           | 0           | 0           | 0    | 0    | 0     | 0      |
| 4    | Vlag van onbekend gebied | 0           | 0           | 0           | 0    | 0    | 0     | 0      |

#### Groep E
| Datum   | Speler | Gem. | Score | Gem. | Speler |
| ------- | ------ | ---- | ----- | ---- | ------ |
| 8 nov.  |        |      | –     |      |        |
| 8 nov.  |        | –    |       |      |        |
| 9 nov.  |        |      | –     |      |        |
| 9 nov.  |        | –    |       |      |        |
| 11 nov. |        |      | –     |      |        |
| 11 nov. |        | –    |       |      |        |

| Pos. | Speler                   | Wedstrijden | Wedstrijden | Wedstrijden | Legs | Legs | Legs  | Punten |
| ---- | ------------------------ | ----------- | ----------- | ----------- | ---- | ---- | ----- | ------ |
| Pos. | Speler                   | G           | W           | V           | LV   | LT   | Saldo | Punten |
| 1    | Vlag van onbekend gebied | 0           | 0           | 0           | 0    | 0    | 0     | 0      |
| 2    | Vlag van onbekend gebied | 0           | 0           | 0           | 0    | 0    | 0     | 0      |
| 3    | Vlag van onbekend gebied | 0           | 0           | 0           | 0    | 0    | 0     | 0      |
| 4    | Vlag van onbekend gebied | 0           | 0           | 0           | 0    | 0    | 0     | 0      |

#### Groep F
| Datum   | Speler | Gem. | Score | Gem. | Speler |
| ------- | ------ | ---- | ----- | ---- | ------ |
| 8 nov.  |        |      | –     |      |        |
| 8 nov.  |        | –    |       |      |        |
| 9 nov.  |        |      | –     |      |        |
| 9 nov.  |        | –    |       |      |        |
| 11 nov. |        |      | –     |      |        |
| 11 nov. |        | –    |       |      |        |

| Pos. | Speler                   | Wedstrijden | Wedstrijden | Wedstrijden | Legs | Legs | Legs  | Punten |
| ---- | ------------------------ | ----------- | ----------- | ----------- | ---- | ---- | ----- | ------ |
| Pos. | Speler                   | G           | W           | V           | LV   | LT   | Saldo | Punten |
| 1    | Vlag van onbekend gebied | 0           | 0           | 0           | 0    | 0    | 0     | 0      |
| 2    | Vlag van onbekend gebied | 0           | 0           | 0           | 0    | 0    | 0     | 0      |
| 3    | Vlag van onbekend gebied | 0           | 0           | 0           | 0    | 0    | 0     | 0      |
| 4    | Vlag van onbekend gebied | 0           | 0           | 0           | 0    | 0    | 0     | 0      |

#### Groep G
| Datum   | Speler | Gem. | Score | Gem. | Speler |
| ------- | ------ | ---- | ----- | ---- | ------ |
| 8 nov.  |        |      | –     |      |        |
| 8 nov.  |        | –    |       |      |        |
| 9 nov.  |        |      | –     |      |        |
| 9 nov.  |        | –    |       |      |        |
| 11 nov. |        |      | –     |      |        |
| 11 nov. |        | –    |       |      |        |

| Pos. | Speler                   | Wedstrijden | Wedstrijden | Wedstrijden | Legs | Legs | Legs  | Punten |
| ---- | ------------------------ | ----------- | ----------- | ----------- | ---- | ---- | ----- | ------ |
| Pos. | Speler                   | G           | W           | V           | LV   | LT   | Saldo | Punten |
| 1    | Vlag van onbekend gebied | 0           | 0           | 0           | 0    | 0    | 0     | 0      |
| 2    | Vlag van onbekend gebied | 0           | 0           | 0           | 0    | 0    | 0     | 0      |
| 3    | Vlag van onbekend gebied | 0           | 0           | 0           | 0    | 0    | 0     | 0      |
| 4    | Vlag van onbekend gebied | 0           | 0           | 0           | 0    | 0    | 0     | 0      |

#### Groep H
| Datum   | Speler | Gem. | Score | Gem. | Speler |
| ------- | ------ | ---- | ----- | ---- | ------ |
| 8 nov.  |        |      | –     |      |        |
| 8 nov.  |        | –    |       |      |        |
| 9 nov.  |        |      | –     |      |        |
| 9 nov.  |        | –    |       |      |        |
| 11 nov. |        |      | –     |      |        |
| 11 nov. |        | –    |       |      |        |

| Pos. | Speler                   | Wedstrijden | Wedstrijden | Wedstrijden | Legs | Legs | Legs  | Punten |
| ---- | ------------------------ | ----------- | ----------- | ----------- | ---- | ---- | ----- | ------ |
| Pos. | Speler                   | G           | W           | V           | LV   | LT   | Saldo | Punten |
| 1    | Vlag van onbekend gebied | 0           | 0           | 0           | 0    | 0    | 0     | 0      |
| 2    | Vlag van onbekend gebied | 0           | 0           | 0           | 0    | 0    | 0     | 0      |
| 3    | Vlag van onbekend gebied | 0           | 0           | 0           | 0    | 0    | 0     | 0      |
| 4    | Vlag van onbekend gebied | 0           | 0           | 0           | 0    | 0    | 0     | 0      |

### Knockout-fase
|  | Tweede ronde (best of 19 legs) 12-13 november | Tweede ronde (best of 19 legs) 12-13 november | Tweede ronde (best of 19 legs) 12-13 november |  |  | Kwartfinale (best of 31 legs) 14-15 november | Kwartfinale (best of 31 legs) 14-15 november | Kwartfinale (best of 31 legs) 14-15 november |  |  | Halve finale (best of 31 legs) 16 november | Halve finale (best of 31 legs) 16 november | Halve finale (best of 31 legs) 16 november |  |  | Finale (best of 31 legs) 16 november | Finale (best of 31 legs) 16 november | Finale (best of 31 legs) 16 november |
|  |                                               |                                               |                                               |  |  |                                              |                                              |                                              |  |  |                                            |                                            |                                            |  |  |                                      |                                      |                                      |
|  | A1                                            |                                               |                                               |  |  |                                              |                                              |                                              |  |  |                                            |                                            |                                            |  |  |                                      |                                      |                                      |
|  | B2                                            |                                               |                                               |  |  |                                              |                                              |                                              |  |  |                                            |                                            |                                            |  |  |                                      |                                      |                                      |
|  |                                               |                                               |                                               |  |  |                                              |                                              |                                              |  |  |                                            |                                            |                                            |  |  |                                      |                                      |                                      |
|  |                                               |                                               |                                               |  |  |                                              |                                              |                                              |  |  |                                            |                                            |                                            |  |  |                                      |                                      |                                      |
|  |                                               |                                               |                                               |  |  |                                              |                                              |                                              |  |  |                                            |                                            |                                            |  |  |                                      |                                      |                                      |
|  | B1                                            |                                               |                                               |  |  |                                              |                                              |                                              |  |  |                                            |                                            |                                            |  |  |                                      |                                      |                                      |
|  |                                               |                                               |                                               |  |  |                                              |                                              |                                              |  |  |                                            |                                            |                                            |  |  |                                      |                                      |                                      |
|  | A2                                            |                                               |                                               |  |  |                                              |                                              |                                              |  |  |                                            |                                            |                                            |  |  |                                      |                                      |                                      |
|  |                                               |                                               |                                               |  |  |                                              |                                              |                                              |  |  |                                            |                                            |                                            |  |  |                                      |                                      |                                      |
|  |                                               |                                               |                                               |  |  |                                              |                                              |                                              |  |  |                                            |                                            |                                            |  |  |                                      |                                      |                                      |
|  |                                               |                                               |                                               |  |  |                                              |                                              |                                              |  |  |                                            |                                            |                                            |  |  |                                      |                                      |                                      |
|  | C1                                            |                                               |                                               |  |  |                                              |                                              |                                              |  |  |                                            |                                            |                                            |  |  |                                      |                                      |                                      |
|  |                                               |                                               |                                               |  |  |                                              |                                              |                                              |  |  |                                            |                                            |                                            |  |  |                                      |                                      |                                      |
|  | D2                                            |                                               |                                               |  |  |                                              |                                              |                                              |  |  |                                            |                                            |                                            |  |  |                                      |                                      |                                      |
|  |                                               |                                               |                                               |  |  |                                              |                                              |                                              |  |  |                                            |                                            |                                            |  |  |                                      |                                      |                                      |
|  |                                               |                                               |                                               |  |  |                                              |                                              |                                              |  |  |                                            |                                            |                                            |  |  |                                      |                                      |                                      |
|  |                                               |                                               |                                               |  |  |                                              |                                              |                                              |  |  |                                            |                                            |                                            |  |  |                                      |                                      |                                      |
|  | D1                                            |                                               |                                               |  |  |                                              |                                              |                                              |  |  |                                            |                                            |                                            |  |  |                                      |                                      |                                      |
|  |                                               |                                               |                                               |  |  |                                              |                                              |                                              |  |  |                                            |                                            |                                            |  |  |                                      |                                      |                                      |
|  | C2                                            |                                               |                                               |  |  |                                              |                                              |                                              |  |  |                                            |                                            |                                            |  |  |                                      |                                      |                                      |
|  |                                               |                                               |                                               |  |  |                                              |                                              |                                              |  |  |                                            |                                            |                                            |  |  |                                      |                                      |                                      |
|  |                                               |                                               |                                               |  |  |                                              |                                              |                                              |  |  |                                            |                                            |                                            |  |  |                                      |                                      |                                      |
|  |                                               |                                               |                                               |  |  |                                              |                                              |                                              |  |  |                                            |                                            |                                            |  |  |                                      |                                      |                                      |
|  | E1                                            |                                               |                                               |  |  |                                              |                                              |                                              |  |  |                                            |                                            |                                            |  |  |                                      |                                      |                                      |
|  |                                               |                                               |                                               |  |  |                                              |                                              |                                              |  |  |                                            |                                            |                                            |  |  |                                      |                                      |                                      |
|  | F2                                            |                                               |                                               |  |  |                                              |                                              |                                              |  |  |                                            |                                            |                                            |  |  |                                      |                                      |                                      |
|  |                                               |                                               |                                               |  |  |                                              |                                              |                                              |  |  |                                            |                                            |                                            |  |  |                                      |                                      |                                      |
|  |                                               |                                               |                                               |  |  |                                              |                                              |                                              |  |  |                                            |                                            |                                            |  |  |                                      |                                      |                                      |
|  |                                               |                                               |                                               |  |  |                                              |                                              |                                              |  |  |                                            |                                            |                                            |  |  |                                      |                                      |                                      |
|  | F1                                            |                                               |                                               |  |  |                                              |                                              |                                              |  |  |                                            |                                            |                                            |  |  |                                      |                                      |                                      |
|  |                                               |                                               |                                               |  |  |                                              |                                              |                                              |  |  |                                            |                                            |                                            |  |  |                                      |                                      |                                      |
|  | E2                                            |                                               |                                               |  |  |                                              |                                              |                                              |  |  |                                            |                                            |                                            |  |  |                                      |                                      |                                      |
|  |                                               |                                               |                                               |  |  |                                              |                                              |                                              |  |  |                                            |                                            |                                            |  |  |                                      |                                      |                                      |
|  |                                               |                                               |                                               |  |  |                                              |                                              |                                              |  |  |                                            |                                            |                                            |  |  |                                      |                                      |                                      |
|  |                                               |                                               |                                               |  |  |                                              |                                              |                                              |  |  |                                            |                                            |                                            |  |  |                                      |                                      |                                      |
|  | G1                                            |                                               |                                               |  |  |                                              |                                              |                                              |  |  |                                            |                                            |                                            |  |  |                                      |                                      |                                      |
|  |                                               |                                               |                                               |  |  |                                              |                                              |                                              |  |  |                                            |                                            |                                            |  |  |                                      |                                      |                                      |
|  | H2                                            |                                               |                                               |  |  |                                              |                                              |                                              |  |  |                                            |                                            |                                            |  |  |                                      |                                      |                                      |
|  |                                               |                                               |                                               |  |  |                                              |                                              |                                              |  |  |                                            |                                            |                                            |  |  |                                      |                                      |                                      |
|  |                                               |                                               |                                               |  |  |                                              |                                              |                                              |  |  |                                            |                                            |                                            |  |  |                                      |                                      |                                      |
|  |                                               |                                               |                                               |  |  |                                              |                                              |                                              |  |  |                                            |                                            |                                            |  |  |                                      |                                      |                                      |
|  | H1                                            |                                               |                                               |  |  |                                              |                                              |                                              |  |  |                                            |                                            |                                            |  |  |                                      |                                      |                                      |
|  |                                               |                                               |                                               |  |  |                                              |                                              |                                              |  |  |                                            |                                            |                                            |  |  |                                      |                                      |                                      |
|  | G2                                            |                                               |                                               |  |  |                                              |                                              |                                              |  |  |                                            |                                            |                                            |  |  |                                      |                                      |                                      |

2007 · 2008 · 2009 · 2010 · 2011 · 2012 · 2013 · 2014 · 2015 · 2016 · 2017 · 2018 · 2019 · 2020 · 2021 · 2022 · 2023 · 2024 · 2025